# Bunkerhöhle
Die Bunker-Höhle ist eine Tropfsteinhöhle  in Iserlohn-Grüne. Sie befindet sich im Massenkalk des oberen Mitteldevon und gehört zum Bunker-Emst-Höhlensystem des Grüner Tales.

## Beschreibung
Die Höhle wurde im Jahre 1926 bei einer Verbreiterung der Reichsstraße 7 entdeckt. Der Eingang liegt auf 184 m über NHN. Im Zweiten Weltkrieg wurde sie nach Erweiterungssprengungen als Luftschutzbunker genutzt. Zu dieser Zeit erhielt die Höhle auch ihren Namen.
1992 entdeckte die Speläogruppe Letmathe weitere Teile, deren bekannte Gesamtganglänge dadurch fast 2000 m betrug. Im September des gleichen Jahres entdeckte diese Interessengemeinschaft eine Verbindung zur Emsthöhle.
Ebenfalls im Jahr 1992 wurden in einer Deckenspalte der Tausendfüßlerhalle Skelettreste eines pleistozänen Rentieres (Rangifer tarandus) gefunden. Hierbei handelte es sich um einen der vollständigsten Höhlenfunde dieser Art in Deutschland.